# Lipie Góry (stacja kolejowa)
Lipie Góry (w latach 1939 - 1942 Lipie Gory, 1943 - 1945 Liebguhren) – stacja kolejowa w Lipich Górach (powiat kolski), położona przy linii kolejowej nr 131 Chorzów Batory - Tczew.

## Informacje ogólne
Stacja kolejowa w Lipich Górach leży na odcinku M linii kolejowej nr 131, obejmującym obszar pomiędzy Ponętowem a Inowrocławiem Rąbinkiem.
Znajduje się tutaj budynek stacyjny; kasy biletowe są zamknięte. Stacja składa się z dwóch peronów i trzech krawędzi peronowych. Nie ma przejść nadziemnych ani podziemnych.
Najbliżej leżące stacje kolejowe to Ponętów w gminie Olszówka (10,825 km na południe) i Babiak w gminie Babiak (9,398 km na północ).
Przy budynku dworcowym znajduje się przystanek autobusowy obsługiwany przez Przedsiębiorstwo Komunikacji Samochodowej w Koninie. W okresie nauki szkolnej realizowane są dziennie trzy połączenia – dwa do Kłodawy i jedno do Koła.

## Historia
Stacja kolejowa w Lipich Górach została otwarta 1 marca 1933 roku czyli tego samego dnia, w którym oddano do użytku część linii kolejowej nr 131 ze Zduńskiej Woli do Inowrocławia. 30 maja 1966 linia została zelektryfikowana.
Przebieg linii kolejowej pokrywa się z magistralą węglową, wybudowaną na potrzeby transportu towarowego z Górnośląskiego Okręgu Przemysłowego do Trójmiasta. Z tego powodu korzystały z niej głównie pociągi towarowe.
6 września 1939 niemiecka Luftwaffe zbombardowała i ostrzeliła pociąg ewakuacyjny z Wielkopolski Zachodniej i Pomorza znajdujący się na stacji. W zdarzeniu zginęło 61 osób, które zostały pochowane w zbiorowej mogile. Wydarzenie to upamiętnia pomnik w miejscowości Lipie Góry.
21 lutego 1962 na odcinku pomiędzy Babiakiem a Lipimi Górami doszło do wypadku - w czasie mijania się pociągu towarowego z osobowym doszło do eksplozji kotła w parowozie, w wyniku czego śmierć poniosła drużyna pociągu towarowego, a pasażerowie składu osobowego zostali ranni.
W grudniu 2008, ze względu na pogarszający się stan techniczny torowiska, zawieszono kursowanie pociągów osobowych na trasie pomiędzy Babiakiem a Ponętowem. Z dniem 11 grudnia 2011 wstrzymano również wszystkie połączenia pasażerskie pomiędzy Zduńską Wolą a Inowrocławiem i Toruniem Głównym. Latem 2011 na stacji zatrzymywała się jedna para pociągu pospiesznego Polregio, kursującego pomiędzy Katowicami a Gdynią Główną.
Od września 2011 stacja w Lipich Górach nie znajduje się w rozkładzie jazdy żadnego pociągu pasażerskiego.
16 marca 2012 Centrum Realizacji Inwestycji PKP PLK w Gdańsku ogłosiło przetarg na rewitalizację linii kolejowej nr 131 na odcinku Lipie Góry - Babiak, modernizację pięciu przejazdów kolejowo-drogowych i wymianę siedmiu rozjazdów na stacji Chełmce. 10 kwietnia 2014 ogłoszono, że projekt wykona firma Eiffage Polska i obejmie on odcinek Piotrków Kujawski - Zaryń, stację Lipie Góry i Chełmce.

## Ruch pasażerski
| Rok  | Wymiana pasażerska na dobę |
| ---- | -------------------------- |
| 2017 | –                          |
| 2022 | 0-9                        |

Ze względu na przeznaczenie magistrali węglowej głównie do celów towarowych, ruch pasażerski miał dla tej linii kolejowej mniejsze znaczenie. W XX wieku kursowały tu jednak regularnie pociągi osobowe pomiędzy Zduńską Wolą a Inowrocławiem i Toruniem Głównym. Po 2000 roku rozpoczęto masowe wycofywanie kursów osobowych, a w grudniu 2008 całkowicie zawieszono ruch pociągów osobowych na odcinku pomiędzy Babiakiem a Ponętowem. Realizację połączeń pasażerskich pomiędzy Zduńską Wolą a Inowrocławiem i Toruniem wstrzymano 10 grudnia 2011; pomimo protestów mieszkańców gminy Babiak nie zostały one przywrócone.

## Inne pociągi
Przez stację przejeżdżają bez zatrzymania pociągi pospieszne kursujące pomiędzy Trójmiastem a Śląskiem, a także niektóre jadące z Warszawy do Trójmiasta. W niedaleko leżącej miejscowości Borysławice, na tamtejszym posterunku odgałęźnym, istnieje możliwość zjechania przez te składy na linię kolejową nr 3, prowadzącą z Warszawy Zachodniej do Kunowic.
Stacja jest używana do realizowania przewozów towarowych.